# Isola Sal'nyj
L'isola Sal'nyj (in russo Сальный остров, ostrov Sal'nyj) è un'isola russa, bagnata dal mare di Barents.
Amministrativamente fa parte del circondario cittadino (gorodskoj okrug) di Aleksandrovsk dell'oblast' di Murmansk, nel Circondario federale nordoccidentale.

## Geografia
L'isola è situata nella parte centro-meridionale del mare di Barents, al centro della baia di Kola. Dista dalla terraferma, nel punto più vicino (capo Sal'nyj (Sальный мыс), sul lato orientale della baia di Kola), circa 865 m.
L'isola Sal'nyj si trova a sudovest dell'ingresso della baia Srednjaja (Средняя губа), a sudest della golfo di Lit'kov (Литькова губа) e a nordest dell'insediamento disabitato di Retinskoe.
 È orientata in direzione nordest-sudovest. Ha una forma allungata, con la parte centrale più stretta. Misura circa 865 m di lunghezza e 270 m di larghezza massima nella parte meridionale. A sud raggiunge un'altezza massima di 30,9 m s.l.m.; su questa collina si trova un faro. A nord c'è un'altra altura di 17 m.
Meno di un chilometro a sudovest si incontra il banco marino Sal'naja, profondo tra i 10 m e i 19 m.

## Isole adiacenti
Nonostante le numerose isole della baia di Kola, Sal'nyj risulta piuttosto isolata; la più vicina è:
- Isola Šurinov (Шуринов остров) 3,2 km a nord, è una piccola isola situata tra il capo omonimo (Шуринов мыс) a nord e capo Pas (мыс Пас) a sud (da cui dista 420 m); è un isolotto allungato di 250 m di lunghezza e 100 m di larghezza. All'estremità settentrionale si trova un faro.[6] (69°09′44″N 33°29′25″E)